# Altes Rathaus (Schöckingen)

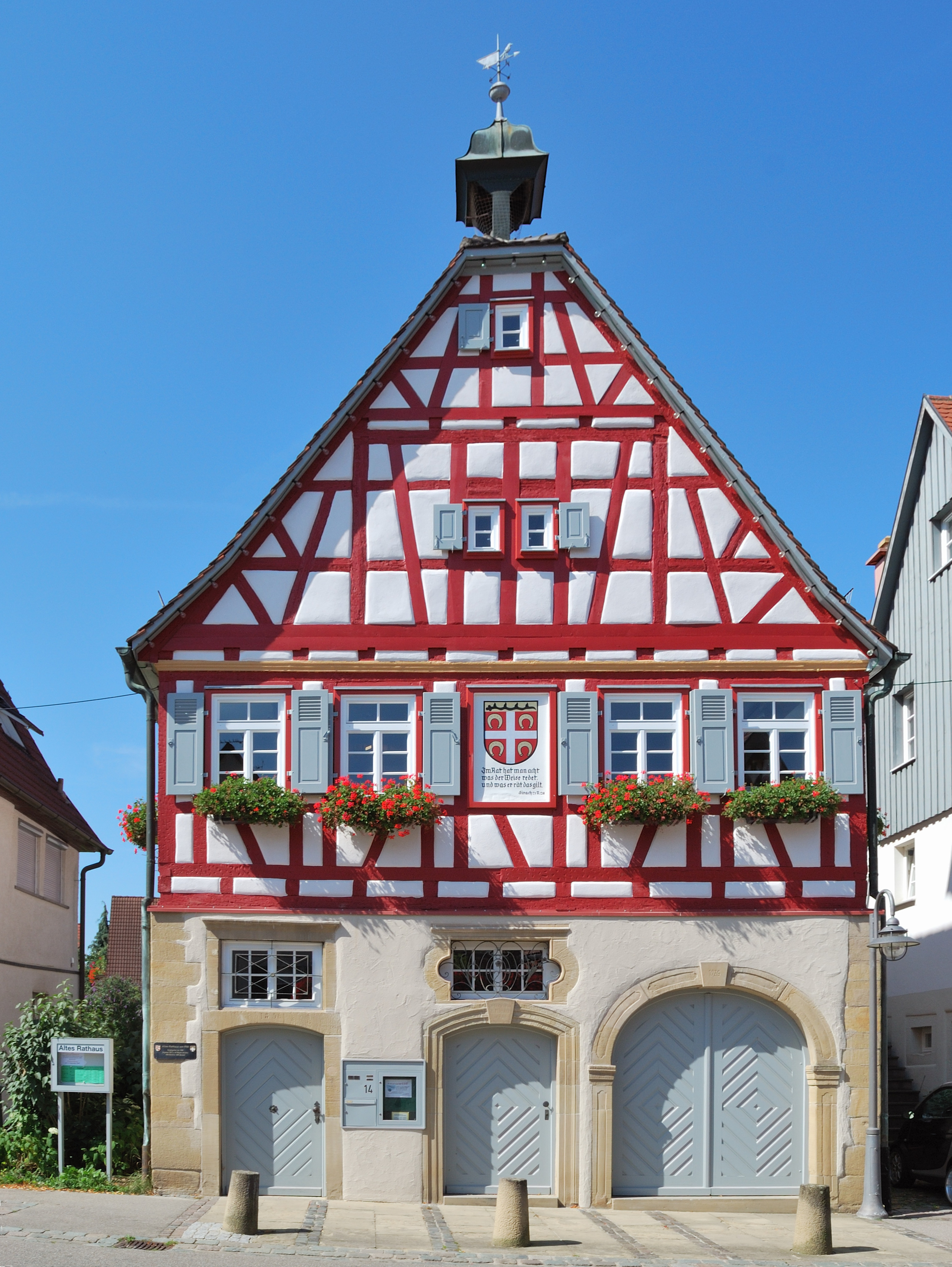
Altes Rathaus in Schöckingen

Das Alte Rathaus ist der frühere Sitz der Gemeindeverwaltung der Gemeinde Schöckingen (jetzt Ortsteil der Stadt Ditzingen). Das Gebäude ist ein Kulturdenkmal gemäß § 2 DSchG BW.

## Geschichte
Das zweigeschossige, giebelständige Fachwerkgebäude an der Schlossstraße 14 wurde 1788 an der Stelle eines Vorgängerbaus aus dem Jahre 1680 errichtet. Das gemauerte Erdgeschoss wurde im 19. Jahrhundert als Feuerwehrmagazin ausgebaut. 1927 wurde das Fachwerk freigelegt und in einem der zentralen Gefache das Schöckinger Ortswappen und der Bibelspruch Im Rat hat man acht, was der Weise redet; und was er rät, das gilt (Sir 21,20) angebracht.
Nach der Verlegung der Ortsverwaltung in die ehemalige Schule wurde das Gebäude zeitweilig durch eine Zahnarztpraxis genutzt. 1986 wurden die Ortsteilbibliothek und eine Außenstelle des Ditzinger Stadtmuseums untergebracht. Heute diente es als Raum für Veranstaltungen und Ausstellung sowie als Begegnungsstätte für die Schöckinger Bürger. Betreut wird es ehrenamtlich durch einen Arbeitskreis.